# Rommel (Fernsehfilm)
Rommel ist ein deutscher Fernsehfilm aus dem Jahr 2012. Er erzählt die letzte Lebensphase des bekanntesten deutschen Generals des Zweiten Weltkriegs, Erwin Rommel. Die Erstausstrahlung erfolgte am 1. November 2012 auf Das Erste.

## Inhalt
Rommel beschreibt die letzten sieben Lebensmonate von März bis Oktober 1944 des deutschen Generalfeldmarschalls Erwin Rommel. Im Vorspann wird ein Zitat Hannah Arendts eingeblendet.

„Wir sind auch für unseren Gehorsam verantwortlich.“

Der Fernsehfilm beginnt an Rommels Todestag mit einem Ausschnitt des Gesprächs zwischen ihm und den Generälen Wilhelm Burgdorf und Ernst Maisel. In diesem Gespräch legen die Generäle Rommel belastendes Material vor und stellen ihn vor die Wahl, sich entweder selbst zu töten oder sich vor dem Volksgerichtshof zu verantworten. Nach dieser Szene werden Erwin Rommels letzte Lebensmonate ab März 1944 in einem Rückblick in chronologischer Reihenfolge erzählt. Erwin Rommel ist in dieser Zeit für den Atlantikwall zuständig und soll den Einmarsch der Alliierten aus dem Westen verhindern. Er verliert sich in dem von den Nazis begründeten Mythos des größten Feldherrn aller Zeiten und gerät in einen Konflikt zwischen Loyalität zum NS-Regime und seinem eigenen Gewissen. Der Film endet kurz nach dem Gespräch, das am Anfang des Films gezeigt wurde. Erwin Rommel verabschiedet sich von seiner Familie und fährt mit den beiden Generalen aus Berlin in einem Auto davon, um sich selbst zu töten.

## Hintergrund
Der Film zeigt teilweise Originalausschnitte aus der Deutschen Wochenschau. Drehort war u. a. das Schloss La Roche-Guyon sowie Audinghen in Frankreich. Weitere Aufnahmen entstanden in Deutschland. Die Dreharbeiten begannen am 9. September 2011 und endeten am 29. Oktober 2011. Das Budget betrug etwa sechs Millionen Euro und damit ein Mehrfaches üblicher Fernsehfilme. Über 300 Darsteller waren beteiligt. Anlässlich der Erstausstrahlung am 1. November 2012 machte Der Spiegel in Heft 44/2012 mit der Titelgeschichte Mythos Erwin Rommel – Des Teufels Feldmarschall auf.
Am 2. November 2012 wurde der Film von Universum Film auf DVD mit einer FSK-12-Freigabe in Deutschland veröffentlicht; am 6. Juni 2013 erfolgte die DVD-Veröffentlichung auch in Frankreich.

## Rezeption

### Einschaltquoten
Die Erstausstrahlung von Rommel wurde von 6,38 Millionen Zuschauern gesehen und erreichte einen Marktanteil von 18,8 % für Das Erste; in der Gruppe der 14- bis 49-jährigen Zuschauer konnten 1,71 Millionen Zuschauer und ein Marktanteil von 12,8 % erreicht werden.

### Kritiken
- Cicero, Konstantin Sakkas: „Es ist ein großer Film… Wäre er in Hollywood gedreht worden, käme er in die Kinos, für das Fernsehen ist er fast zu schade.“[7]

- Stuttgarter Nachrichten, Götz Schultheiss: „… beim Fernsehfilm legt der Sender Wert darauf, dass er die Fakten auf dem gegenwärtigen Stand der Forschung präsentiere.“[8]

- Südwest Presse, Jan-Philipp Schütze: „Und obwohl die beiden Macher eine Schar historischer Berater mit ins Boot holten und stets eine größtmögliche Wirklichkeitstreue versprachen, wirbelte das umstrittene Filmprojekt immer wieder viele Fragen zum Verhältnis von Fiktion und Realität auf.“[9]

- Stern, Stefan Schmitz: „Als Film ein Ereignis - als Geschichtsstunde gruselig.“[10]

- Frankfurter Allgemeine Zeitung, Andreas Kilb: „Das ist die Geste, die Mimik, die Stimmung, die Niki Steins Film „Rommel“ in unzähligen Varianten wiederholt – das hilflose, traurige Staunen eines Mannes, der sein Leben und seinen Ruhm zusammenbrechen sieht.“[11]

- Hessische/Niedersächsische Allgemeine Zeitung, dpa: „Trotz eindrucksvoller Darsteller - allen voran Tukur, der seinen hier jovial-charmanten, nicht unsympathischen schwäbischen Landsmann weder denunziert noch heroisiert - löst auch Steins Film das Rätsel „Rommel“ nicht.“[12]

- Lexikon des internationalen Films: „Historisches (Fernseh-)Drama, das nicht den "Held von Afrika" darstellt, sondern das Leben eines enttäuschten Mannes nachzeichnet, der zunehmend seine Ziele schwinden sieht.“[13]

## Auszeichnungen
Ulrich Tukur wurde 2012 mit einem Bambi in der Kategorie „Bester Schauspieler national“ ausgezeichnet. Die ARD nominierte den Film für die Wettbewerbe des Fernsehfilm-Festivals Baden-Baden 2012. Ulrich Tukur erhielt 2013 eine Nominierung für den Fernsehpreis Romy als beliebtester Schauspieler.
Das Multimedia-Angebot des SWR zum Film wurde 2013 mit dem Comenius-Preis ausgezeichnet.